# James Bichens Francis
Pour les articles homonymes, voir Francis et Bicheno.
James Bichens Francis ou James Bicheno Francis (18 mai 1815 - 18 septembre 1892) est un ingénieur hydraulicien américano-britannique.

## Biographie
Né à South Leigh, dans l'Oxfordshire en Angleterre, il émigre vers les États-Unis à l'âge de 18 ans. En 1834, il obtient un travail à la Locks & Canal Company à Lowell dans le Massachusetts, et deviendra ingénieur en chef en 1837. Il restera dans cette entreprise pendant toute sa carrière.
Francis perfectionna la turbine de Benoît Fourneyron. Il fit le compte rendu de ses expériences dans un livre imprimé en 1855 Lowell Hydraulic Experiments. Avec Uriah Boyden (en), Francis jeta les bases scientifiques de la discipline.
Si Francis était un homme instruit et savant, Lester Allan Pelton qui alla plus loin que Francis dans le développement des turbines, n’était qu’un modeste charpentier de village travaillant comme constructeur ou réparateur d’installations hydrauliques. Les principes scientifiques de Boyden et Francis furent provisoirement abandonnés et le slogan « taille et essaie », c’est-à-dire des méthodes purement empiriques, présidèrent quelque temps à la construction des turbines hydrauliques.
Il est enterré au cimetière de Lowell au Massachusetts.